# Knives Chau
Knives Chau es una personaje ficticio de la serie de cómics Scott Pilgrim, y de su adaptación cinematográfica Scott Pilgrim vs. The World, donde es interpretada por Ellen Wong.

## Biografía
Knives Chau es una chica alta de 17 años de edad, asiste a la escuela chino-canadiense y se describe a sí misma como "Scottaholic" (Scottadicta). Salió con Scott por un corto tiempo, pero el rompió con ella después de conocer a Ramona Flowers (aunque en un principio "se olvida" para romper con ella). Inicialmente una chica tranquila, típica de la escuela, después de su ruptura, se cortó y tiñó el pelo y cambió su estilo de vestir, con la esperanza de ganar a Scott al convertirse en más de un hipster. Su descubrimiento de que Scott estaba engañándola con Ramona, la tensión entre ambas culminó en peleas reales, aunque más tarde los dos llegar a un nivel de aceptación de unos a otros. Ella comienza a salir con Young Neil ya que para ella, él se parece a Scott. Ella y Young Neil más tarde rompen, pero Knives todavía sale con el grupo. Ella solía idolatrar Envy Adams, sobre la base de su éxito como cantante, pero pronto se desencantó cuando Envy permite que su baterista Lynette golpée a Knives lo suficientemente fuerte para derribar las mechas de su cabello. El padre de Knives se da cuenta de la relación pasada de Scott con su hija, lo cual le impulso perseguirlo y tratar de matarlo, más tarde Scott se gana su aceptación. Knives descrubre lo que su padre tramaba cuando Scott está intentando ocultarse, al ver que una foto de su altar estaba rota. En el vol. 6, Knives (ya con 18 años de edad) se va a la universidad, se reconcilia con Scott y se vuelven solo amigos.

## Personalidad
Knives es interpretada por Ellen Wong en la película de Scott Pilgrim vs The World. Cuando un entrevistador de la revista GQ dijo: "Como personaje, Knives puede ser un poco molesto ...", respondió Wong, "Ponte en sus zapatos! Ella es una niña caprichosa. A esa edad, no sabe lo que quiere o dónde encaja en la vida. " Cuando el entrevistador respondió con "Pero ella está obsesionada con Scott Pilgrim. Ella es patológica", respondió Wong con "Yo no diría que está obsesionada. Es la primera vez que se enamora de alguien. Descubre emociones nuevas."
Wong dijo que la primera vez que audicionó para el papel, ella no sabía quién era Knives. Le gustaba jugar a que era Knives en las audiciones, por lo que compró los libros y los leyó. Wong dijo que "amaba la forma de espíritu libre que estaba en las fases iniciales - que realmente quiere tener un buen momento Entonces tuve los libros y descubrió que es esto ninja culo demasiado malo [risas] que acaba de guardar cada vez mejor.. "
El entrevistador le dijo a Wong que "Más que nadie en la película, Knives realmente pasa en el viaje más complejo emocionalmente". En respuesta a ello, Wong dijo que le gustaba "averiguar su arco -.. Que muestran su crecimiento es, sin duda clave de su historia es realmente la historia de una joven por averiguar dónde se encaja en el mundo. Una gran cantidad de las cosas que encuentra en esta película tiene que ver con que sea "la primera vez" que está tratado con él me siento como los otros personajes han pasado por la fase de Knives ya -.. es algo refrescante ver a alguien joven y puro, ella trae una perspectiva fresca a la película .. " Añadió que prefería el final alternativo donde Knives y Scott son una pareja, diciendo que "se suma a su carácter." Wong explicó "Pero lo bueno de ambas terminaciones es que no queda claro si Scott se encuentra en una relación de noviazgo con Knives o Ramona. Es bueno dejar que se abren porque es como la vida: uno no siempre se cierre con respuestas concretas -.. Nada puede suceder y sólo hay que seguir adelante. "
Como parte de la película, Wong dijo que el "trabajo de cables" era "divertido. Es como volar!" Cuando el entrevistador mencionó que escuchó muchas quejas sobre los cables causando dolor, Wong afirmó que "Me duele más por los chicos ..."
- Datos: Q5960245